# Клокпанк
Клокпанк (англ. clockpunk від clock — годинник) — напрям у науковій фантастиці (одна з похідних від кіберпанку), що описує світ, в якому панують винаходи доби Відродження (зокрема проекти Леонардо да Вінчі) та технології барокових часів, де замість сили пари використовуються заводні механізми. Головними героями творів, як правило, виступають придворні інженери, годинникарі та автоматони (заводні ляльки). 
Термін запропонований системою рольових ігор GURPS.

## Твори у жанрі клокпанк
- «Боги Вайтчепела» (англ. Whitechapel Gods) - книга канадського писателя Шона Петерса (2008)[2][3]
- «Бойова пружина» (англ. Mainspring) - роман Джей Лейка[4]
- «Ангел Паскуале» - роман Пола Дж. Макоулі 1994 року [5]
- «Мушкетери» - фільм 2011 року
- «1602» - комікс Ніла Геймана 2004 року
- «Сибір» (англ. Syberia) - серія відеоігор, розроблена французькою компанією Microïds у 2002 році
- «Механічна Планета» - японська серія аніме, започаткована 2013 року.

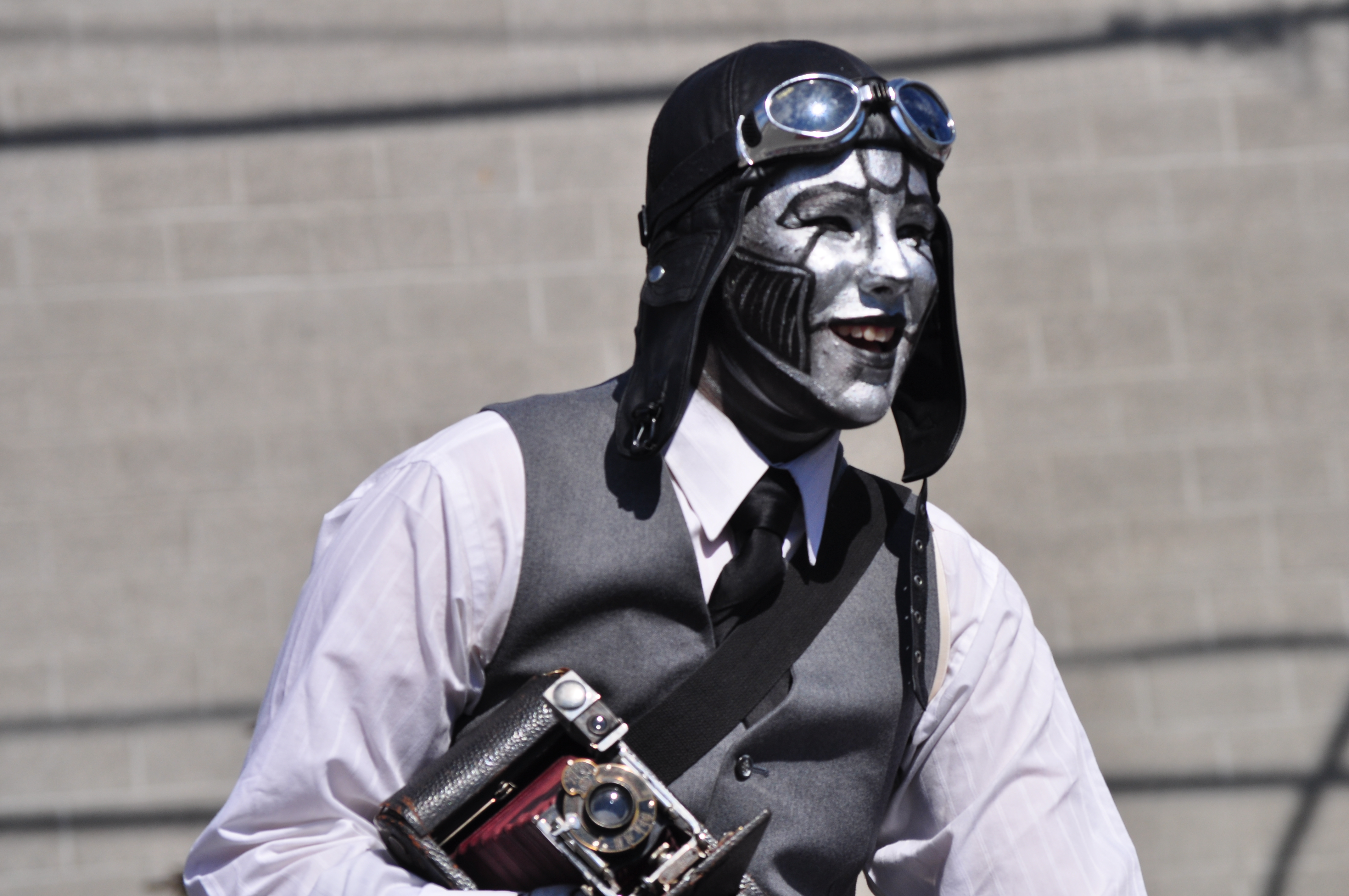
клокпанковий персонаж на параді сонцестояння у Фрімонті, Сіетл, штат Вашингтон, США. 22 червня 2013